# Mut (zeiță)
Mut, cunoscută și sub numele de Maut și Mout, a fost o zeiță mamă, venerată în Egiptul antic și în Regatul Kuș din Sudanul de Nord de astăzi. În meroitică, numele ei se pronunța mata): 𐦨𐦴. Numele ei înseamnă „mamă” în limba egipteană antică. Mut avea multe aspecte și atribute diferite care s-au schimbat și au evoluat foarte mult de-a lungul miilor de ani ai culturii egiptene antice.
Mut era considerată o divinitate primordială, asociată cu apele primordiale ale lui Nun, din care se năștea totul în lume. Uneori se spunea că Mut ar fi dat naștere lumii prin partenogeneză, dar cel mai adesea se spunea că avea un soț, zeul creator solar Amun-Ra. Deși adepții ei credeau că Mut este mama a tot ce există în lume, ea era asociată în special ca mamă a zeului lunar Khonsu. La Templul din Karnak din capitala Egiptului, Teba, familia Amun-Ra, Mut și Khonsu era venerată sub numele de „Triada tebană”.
În artă, Mut era de obicei reprezentată ca o femeie purtând coroana dublă a regilor Egiptului, reprezentând puterea ei asupra întregului ținut.
În perioada de apogeu a cultului lui Mut, conducătorii Egiptului îi susțineau cultul în felul lor, pentru a-și sublinia propria autoritate și dreptul de a conduce prin asocierea cu Mut. Mut a fost implicată în multe festivaluri egiptene antice, cum ar fi Festivalul Opet și „Festivalul Frumos din Vale”. Cel mai mare templu al ei era situat la Karnak, în Teba.

## Mitologie

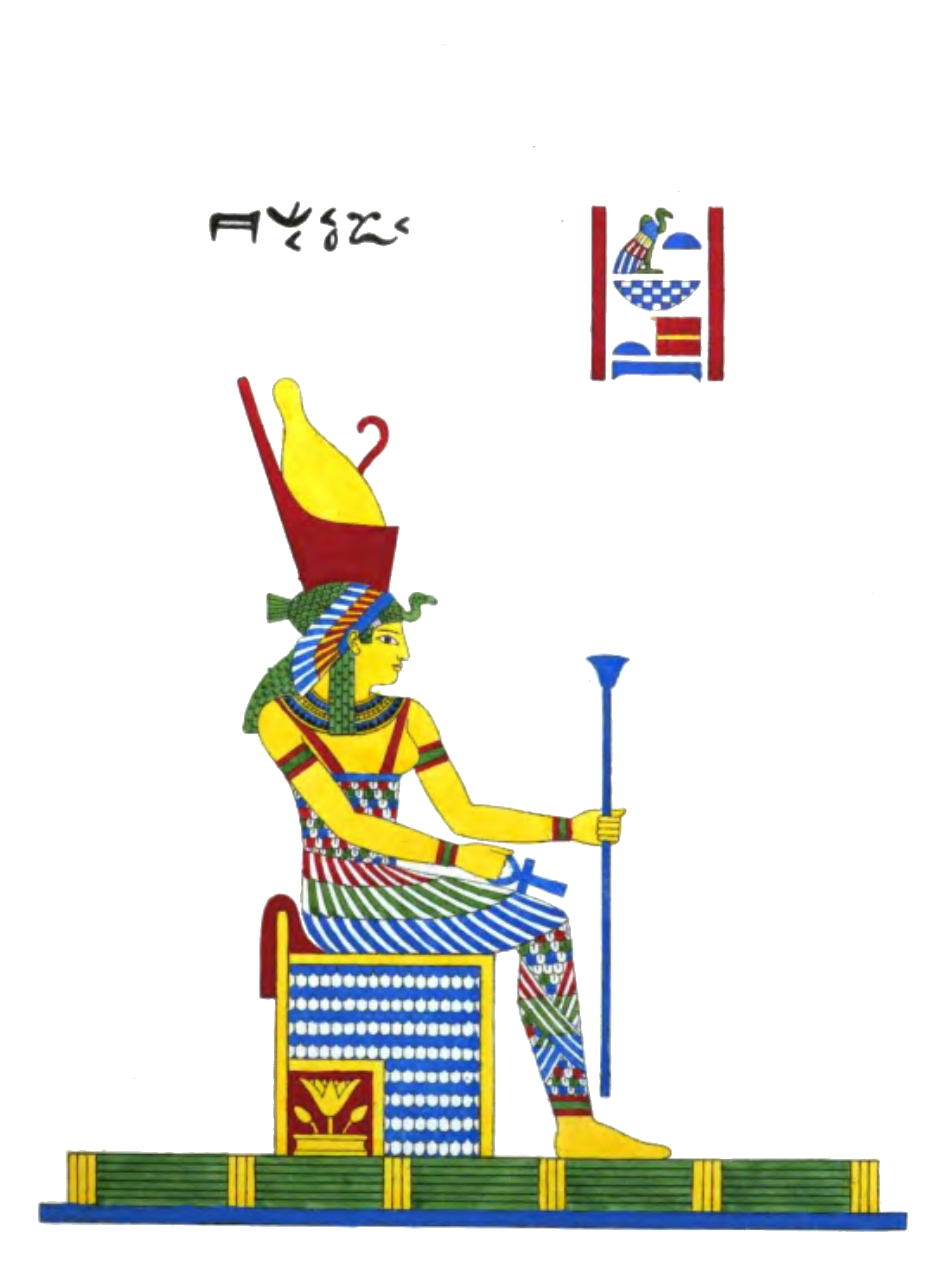
Mut. Ilustrație de Léon-Jean-Joseph Dubois din Panthéon égyptien, 1823

Mut a fost consoarta lui Amon, zeitatea protectoare a faraonilor în timpul Regatului Mijlociu (c. 2055-1650 î.Hr.) și al Regatului Nou (c. 1550-1070 î.Hr.). Este posibil ca Amaunet și Wosret să fi fost consoartele lui Amun la începutul istoriei egiptene, dar Mut, care nu a apărut în texte sau în artă până la sfârșitul Regatului Mijlociu, le-a înlocuit. În Noul Regat, Amun și Mut au fost zeitățile protectoare ale Tebei, un oraș important din Egiptul de Sus, și au format o triadă cultică cu fiul lor, Khonsu. Celălalt rol major al ei a fost acela de zeitate leoaică, un corespondent egiptean superior al temutei zeițe egiptene din Sud, Sekhmet.

## Reprezentare
| G14 | t | B1 |

| G14 | t | B1 |

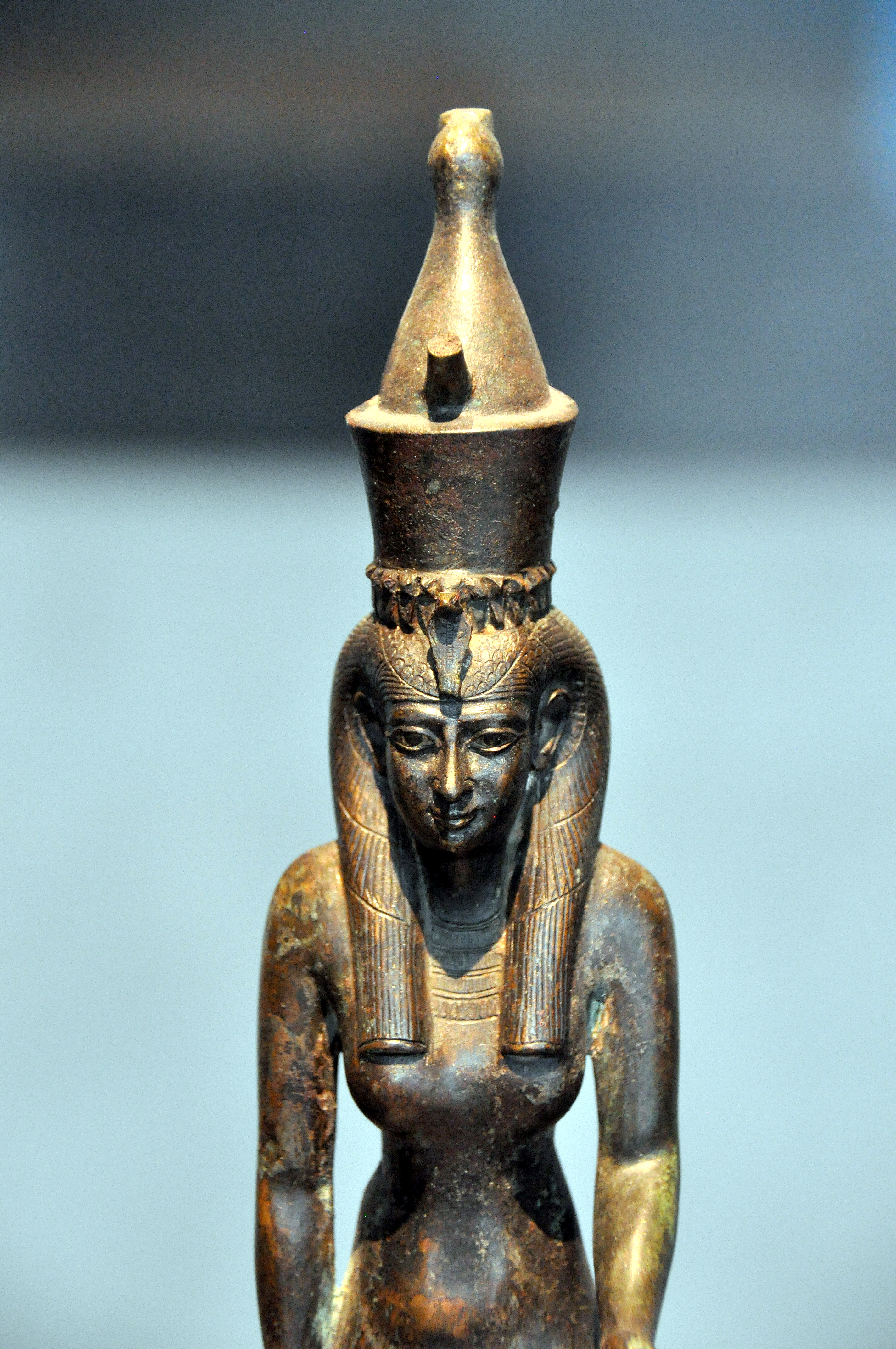
Statuetă din bronz cu Mut purtând Pschentul, coroana dublă a Egiptului (700-600 î.Hr.)

În artă, Mut era reprezentată ca o femeie cu aripi de vultur, ținând în mână un ankh, purtând coroana unită a Egiptului Superior și Inferior și o rochie de un roșu aprins sau albastru, cu pana zeiței Maat la picioare.
Alternativ, ca urmare a asimilărilor sale, Mut este uneori reprezentată ca o cobră, o pisică, o vacă sau ca o leoaică, precum și ca vultur.
Înainte de sfârșitul Noului Regat, aproape toate imaginile cu figuri feminine purtând Coroana Dublă din Egiptul Superior și Inferior erau reprezentări ale zeiței Mut, aici etichetată „Doamna Cerului” sau „Stăpâna tuturor zeilor”.

## Cultul din Karnak
Există temple dedicate lui Mut care sunt încă în picioare, în Egiptul și Sudanul de astăzi, ceea ce reflectă venerarea ei pe scară largă. Centrul cultului ei în Sudan a devenit Templul Mut din Jebel Barkal, iar în Egipt, templul din Karnak. Acest templu avea statuia care era considerată o întruchipare a ka-ului ei real. Devoțiunile ei includeau ritualuri zilnice ale faraonului și ale preotesei sale. Reliefurile interioare înfățișează scene ale preotesei, în prezent fiind singurul exemplu cunoscut de cult din Egiptul antic care a rămas în picioare și care era administrat exclusiv de femei.
De obicei, regina servea ca preoteasă principală în ritualurile din templu. Faraonul participa și el, devenind o zeitate după moarte. În cazul în care faraonul era de sex feminin, înregistrările unui exemplu indică faptul că aceasta își pus fiica să servească drept mare preoteasă în locul său. Adesea, preoții serveau la administrarea templelor și a oracolelor în care preotesele îndeplineau ritualurile religioase tradiționale. Aceste ritualuri includeau muzica și băutura.
Regina Hatshepsut a pus să fie reconstruit templul antic al lui Mut de la Karnak în timpul domniei sale din timpul celei de-a XVIII-a dinastii. Săpătorii anteriori au crezut că Amenhotep al III-lea a pus să fie construit templul din cauza sutelor de statui ale lui Sekhmet găsite acolo, care îi purtau numele. Cu toate acestea, Hatshepsut, care a finalizat un număr enorm de temple și clădiri publice, terminase lucrările cu șaptezeci și cinci de ani mai devreme. Ea a început obiceiul de a o înfățișa pe Mut cu coroana Egiptului de Sus și de Jos. Se crede că Amenhotep al III-lea a îndepărtat majoritatea semnelor lui Hatshepsut, luându-și în același timp creditul pentru proiectele pe care aceasta le construise.

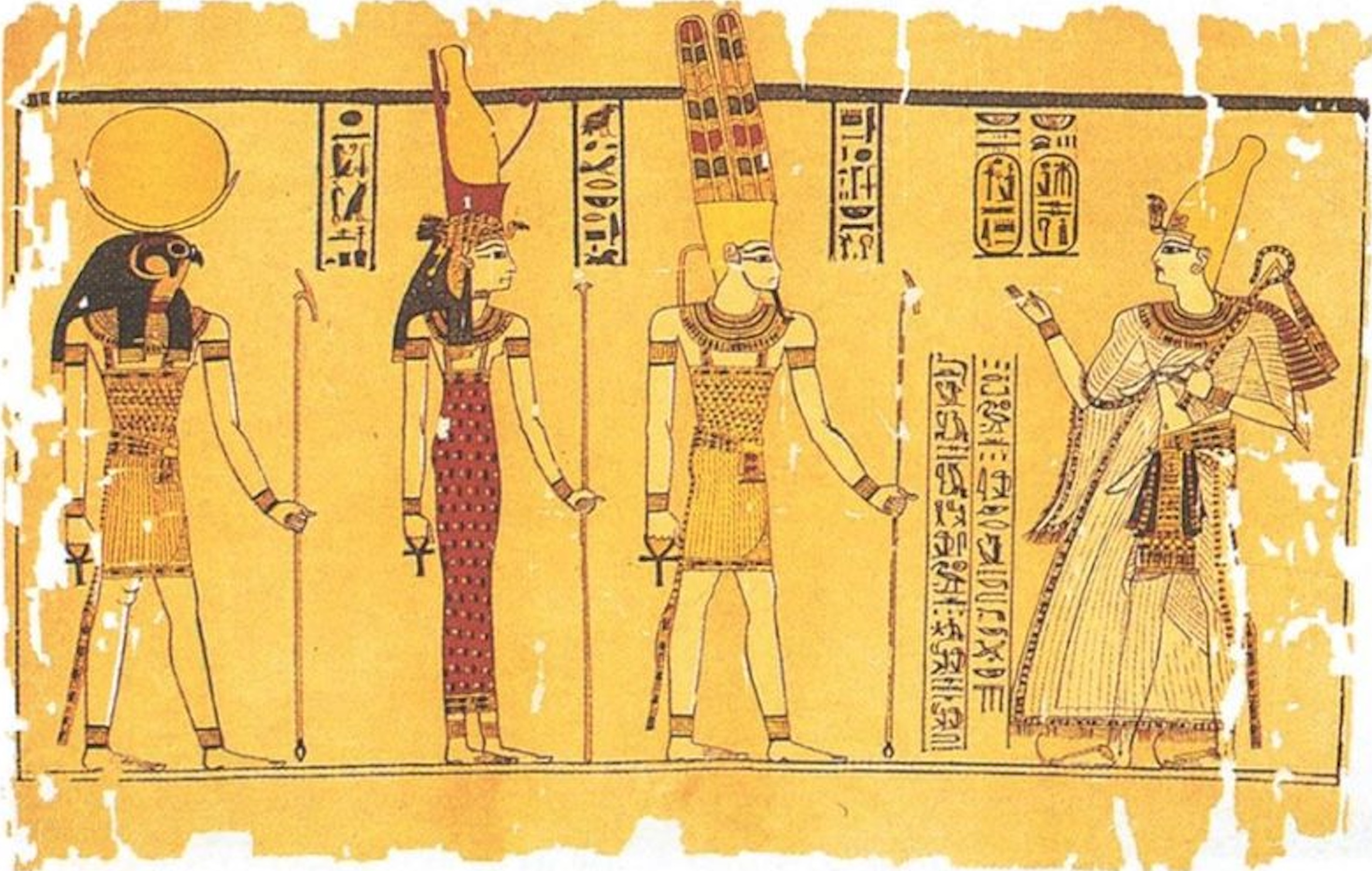
Papirus cu Ramses II în fața Triadei Tebane: Khonsu, Mut și Amun.
circa 1150 î.Hr.

Ramses al II-lea a continuat lucrările la templul Mut în timpul celei de-a XIX-a dinastii și a reconstruit un templu anterior în aceeași zonă, rededicându-l lui Amon și lui însuși. L-a amplasat astfel încât oamenii să fie nevoiți să treacă pe lângă templul său în drumul lor spre cel al lui Mut.
Dinastia greacă Ptolemeică și-a adăugat propriile decorații și preotese la templu, și a folosit autoritatea lui Mut pentru a-și sublinia propriile interese.
Mai târziu, împăratul roman Tiberius a reconstruit locul după o inundație gravă, iar succesorii săi au sprijinit templul până când acesta a căzut în desuetudine, undeva în jurul secolului al III-lea d.Hr. Oficialii romani de mai târziu au folosit pietrele din templu pentru propriile proiecte de construcție, adesea fără a modifica imaginile sculptate pe ele.